# Boston Minutemen
Boston Minutemen is een voormalige Amerikaanse voetbalclub uit Boston, Massachusetts. De club werd opgericht in 1974 en opgeheven in 1976. Het laatste thuisstadion van de club was het Sargent Field. Ze speelden drie seizoenen in de North American Soccer League. Daarin werden geen aansprekende resultaten behaald.

## Bekende spelers en trainers
- Eusébio
- Rene Koremans (coach 1975)